# AX Весов
AX Весов (лат. AX Librae) — одиночная переменная звезда в созвездии Весов на расстоянии (вычисленном из значения параллакса) приблизительно 114844 световых лет (около 35211 парсеков) от Солнца. Видимая звёздная величина звезды — от +15,3m до +14m.

## Характеристики
AX Весов — пульсирующая полуправильная переменная звезда (SR).